# Paul Harris
Pour les articles homonymes, voir Harris.
Paul Percy Harris (né à Racine, Wisconsin, le 19 avril 1868, décédé le 27 janvier 1947 à Chicago, Illinois), avocat, créateur du premier Rotary Club le 23 février 1905 à Chicago, Illinois avec trois amis Silvester Schiele, négociant en charbon, Gustave E. Loehr, ingénieur des mines, et Hiram E. Shorey, tailleur.
Considéré par extension comme fondateur du Rotary International.